# Taichi Yamada
Taichi Yamada (山田 太一) var en pseudonym för Taichi Ishizaka (石坂 太一), född 6 juni 1934 i Asakusa i Tokyo, död 29 november 2023 i Kawasaki i Kanagawa prefektur, en japansk manus- och romanförfattare.
Han var känd för ett stort antal TV-produktioner från 1970-talet. Han arbetade vid Shōchikus filmstudior innan han började som frilansande författare. Hans roman Ijintachi to no natsu från 1987 vann Yamamoto Shūgorō-priset för bästa utvecklingsroman. Denna är utgiven i Sverige under namnet Främlingar, översatt av Eiko och Yukiko Duke och det enda av hans verk som finns på svenska.